# Takhtistadion (Tabriz)
Het Takhtistadion (Perzisch: ورزشگاه باغ شمال) is een multifunctioneel stadion in Tabriz, een stad in Iran. Het stadion wordt vooral gebruikt voor voetbalwedstrijden, de voetbalclub Machine Sazi F.C. maakt gebruik van dit stadion. In het stadion is plaats voor 25.000 toeschouwers.

## Interlands
In 1978 werd van dit stadion gebruik gemaakt voor het Aziatisch kampioenschap voetbal 1976. Er werden 3 wedstrijden uit de groepsfase gespeeld. Het Iraanse elftal heeft het stadion ook enkele malen gebruikt voor vriendschappelijke en kwalificatiewedstrijden. Onder deze wedstrijden ook de wedstrijd met de grootste overwinning in een officiële wedstrijd voor het Iraanse voetbalelftal.
| № | Datum            | Wedstrijd           | Uitslag | Wedstrijd              |
| - | ---------------- | ------------------- | ------- | ---------------------- |
| 1 | 3 juni 1976      | Koeweit – Maleisië  | 2 – 0   | Azië Cup 1976          |
| 2 | 5 juni 1976      | China – Maleisië    | 1 – 1   | Azië Cup 1976          |
| 3 | 7 juni 1976      | Koeweit – China     | 1 – 0   | Azië Cup 1976          |
| 4 | 17 mei 1996      | Iran – Qatar        | 2 – 0   | Vriendschappelijk      |
| 5 | 21 april 1997    | Iran – Kenia        | 3 – 0   | Vriendschappelijk      |
| 6 | 24 november 2000 | Iran – Guam         | 19 – 0  | WK 2002 – Kwalificatie |
| 7 | 26 november 2000 | Tadzjikistan – Guam | 16 – 0  | WK 2002 – Kwalificatie |
| 8 | 28 november 2000 | Iran – Tadzjikistan | 2 – 0   | WK 2002 – Kwalificatie |